# Zoltán Szécsi
Zoltán Szécsi (Budapest, 22 dicembre 1977) è un pallanuotista ungherese, vincitore di tre medaglie d'oro ai giochi olimpici di Sydney 2000, Atene 2004 e Pechino 2008. È il presidente dell'Eger, squadra con la quale da giocatore vinse sei campionati ungheresi e quattro Coppe d'Ungheria